# MotorStorm (serie)
MotorStorm es una serie de videojuegos de carreras desarrollada por Evolution Studios, BigBig Studios, Virtuos y publicada por Sony Computer Entertainment. Los títulos eran juegos de carreras todoterreno con diferentes tipos de vehículos con sus propias fortalezas y debilidades y pistas con diferentes terrenos que pueden dificultar el manejo de los vehículos o mejorarlo.
La premisa central de la serie era reunir a los entusiastas de las carreras todoterreno en un evento denominado "MotorStorm Festival". Los participantes en el MotorStorm Festival no están limitados a la elección de su vehículo para cualquier evento y se fomenta la competición a ultranza. Las carreras permiten utilizar cualquier combinación de vehículos en un mismo evento.
Sony cerró Evolution Studios el 22 de marzo de 2016 y conservó la propiedad intelectual de "MotorStorm". En abril de 2016, Codemasters contrató a la mayoría del personal de Evolution como equipo de desarrollo adicional.

## Videojuegos
| Videojuego               | GameRankings | Metacritic        |
| ------------------------ | ------------ | ----------------- |
| MotorStorm               | {{{gr1}}}    | (PS3) 84          |
| MotorStorm: Pacific Rift | {{{gr2}}}    | (PS3) 82          |
| MotorStorm: Arctic Edge  | {{{gr3}}}    | (PSP) 79 (PS2) 72 |
| MotorStorm: Apocalypse   | {{{gr4}}}    | (PS3) 77          |
| MotorStorm: RC           | {{{gr5}}}    | (Vita) 78         |

### MotorStorm(2006)
El primer juego se lanzó en diciembre de 2006 en Japón, el 6 de marzo de 2007 en Norteamérica y el 23 de marzo de 2007 en Europa. El primer juego de MotorStorm incluye varias clases de vehículos, desde motos hasta camiones grandes, cada uno con sus propias habilidades y debilidades. Si bien las motocicletas y los vehículos todo terreno son algunos de los vehículos más rápidos del juego, junto con los coches de rally, son muy débiles y son propensos a ser golpeados por otros conductores o a ser destrozados por vehículos más grandes. Los buggies son vehículos de cuatro ruedas que usan su peso ligero como una ventaja en lo que respecta a la velocidad, el manejo y la capacidad de cruzar la mayoría de los terrenos. Los coches de rally son los vehículos más rápidos en línea recta, pero sufren en terrenos accidentados y superficies sueltas, y por lo tanto son fácilmente ralentizados o dañados por cualquier otro vehículo pesado. Los Camiones de carreras, un poco más grandes que los Rally Cars, se destacan por su desempeño equilibrado y pueden lidiar con la mayoría de las situaciones. Los Mud Pluggers son vehículos medianos a pesados y pueden enfrentarse a cualquier terreno que encuentren, pero no sobresalen en cuanto a velocidad. Los Big Rigs son los vehículos más pesados del juego. Si bien prefieren la mayoría de los terrenos, particularmente el barro, su aceleración es muy lenta y esto puede ser un problema cuando compiten contra vehículos más rápidos. Como regla general, cuanto más grande sea un vehículo, mayor será la capacidad que tendrá para atravesar superficies más sueltas y embarradas.
Hay 8 pistas en las que se puede competir en el entorno del juego de Monument Valley, desde dunas de arena hasta cañones rocosos, con cuatro pistas adicionales que se pueden comprar a través de PlayStation Store, lo que suma un total de 12 pistas. Por ejemplo, "Mudpool" consta de cañones llenos de barro, lo que da a los vehículos más ligeros una gran desventaja, lo que los obliga a usar rampas y rutas que se mantienen en terrenos más altos, mientras que los Mud Pluggers y los Big Rigs obtienen una ventaja a través del terreno fangoso. "Dust Devil" consta de desierto arenoso y rectas de alta velocidad, que son adecuadas para cualquier vehículo, aunque hay muchos peligros presentes, como pilas de vehículos quemados y afloramientos rocosos.
El impulso juega un papel importante en MotorStorm y se utiliza para alcanzar a los oponentes o alejarse de ellos. Los jugadores deben estar atentos a su medidor de impulso, que muestra qué tan caliente está el motor de su vehículo. Cuanto más tiempo se mantenga activado el impulso, más se calentará el motor. Si se mantiene activado el impulso cuando el motor alcanza su temperatura crítica, explotará. Dado que las explosiones resultantes del impulso generalmente impulsan el vehículo del jugador hacia adelante, se pueden usar para superar a otro corredor en la línea de meta. Esto puede ser muy útil cuando se va por detrás, aunque no siempre funciona si el oponente obtiene la ventaja.
Desde entonces, "MotorStorm" ha logrado unas ventas globales de más de 3 millones de copias.

### MotorStorm: Pacific Rift(2008)
El segundo juego se lanzó el 28 de octubre de 2008 en Norteamérica y el 7 de noviembre de 2008 en Europa. El juego ha vendido más de un millón de copias hasta el 9 de diciembre de 2008. El juego se desarrolla en una exuberante isla volcánica, muy diferente del Monument Valley del primer juego.
Las siete clases de vehículos originales regresan, incluyendo, por primera vez, los Monster Trucks. El Monster Truck puede manejar cualquier terreno, al igual que los Mud Pluggers. No solo es sorprendentemente rápido, sino que también es considerablemente letal, ya que puede atropellar y aplastar a otros vehículos, incluidos otros Monster Trucks y Big Rigs. Sin embargo, es bastante vulnerable en caso de colisión y, debido a su alto centro de gravedad, tiene tendencia a volcar.
En "Pacific Rift" se han introducido nuevas características que afectan a la temperatura de propulsión del jugador; por ejemplo, conducir a través del agua enfriará la propulsión, mientras que conducir a través del fuego o cerca de lava la calentará, con el riesgo de que explote. Otra característica nueva de la serie es la capacidad de embestir manualmente otros vehículos y lanzar puñetazos a los oponentes que conducen motos o vehículos todo terreno. También se han introducido eventos de "velocidad", en los que los jugadores deben pasar por puntos de control establecidos antes de que se acabe el tiempo. Los jugadores también pueden seleccionar conductores de diferente género y diseño de traje de carreras.
Se puede acceder al Modo Foto desde el menú de pausa durante la carrera, y las imágenes se pueden exportar al disco duro de la PlayStation 3. Otra novedad es la posibilidad de reproducir la música del usuario a través de la XrossMediaBar de la consola.

### MotorStorm: Arctic Edge(2009)
El tercer juego fue desarrollado por Bigbig Studios para PlayStation 2 y PlayStation Portable. Fue lanzado en septiembre de 2009. Hasta la fecha, es el único título de MotorStorm que no aparece en PlayStation 3.
El sistema de "refrigeración" de "Pacific Rift" (conducir a través del agua o la nieve profunda en "Arctic Edge" para acelerar la velocidad de enfriamiento del motor) se mantiene. Una nueva característica de "Arctic Edge" es la capacidad de equipar los vehículos con nuevos kits de carrocería, diseños y sistemas de escape (aunque ninguna de las mejoras afecta el rendimiento del vehículo). También se pueden aplicar calcomanías de patrocinadores al vehículo.
Un nuevo peligro que los corredores deben tener en cuenta son las avalanchas, que pueden desencadenarse por la explosión de un vehículo o por el sonido de la bocina. Una ola de nieve se precipitará por la ladera en las zonas de avalancha y arrastrará a cualquier vehículo atrapado debajo de ella, independientemente de su nivel de resistencia. Los puentes de hielo presentan otro nuevo obstáculo exclusivo de "Arctic Edge". Si bien los vehículos pequeños pueden atravesarlos, los vehículos más pesados pueden hacer que se rompan y se desintegre, lo que hace que el atajo sea inutilizable, pero también impide que otros competidores lo utilicen para obtener una ventaja.

### MotorStorm: Apocalypse(2011)
El cuarto juego se lanzó el 16 de marzo de 2011 en Europa y el 3 de mayo en América del Norte, debido a un retraso tras el terremoto de Japón de 2011. En junio de 2011, el lanzamiento del juego en Japón se canceló por razones desconocidas. Es el tercer juego de la serie que aparece en PlayStation 3. Apocalypse es el primer juego de MotorStorm ambientado en un entorno urbano en lugar de en entornos naturales, y tiene lugar en una ciudad en decadencia que sufre las consecuencias de un desastre natural, conocida como La Ciudad. Los competidores tienen el desafío de correr a través de estas ruinas mientras evitan edificios derrumbados, explosiones y temblores que redefinirán activa y visualmente las rutas a mitad de la carrera. Los oponentes, junto con el jugador, deberán tener cuidado con las dos facciones en guerra, ya que los transeúntes representarán un peligro por primera vez en la serie. Los civiles "Crazies" se ven vagando por la ciudad, recolectando artículos y comenzando peleas entre ellos, incluso lanzando piedras o cócteles molotov. DuskLite, un contratista militar privado, intentará controlar a los "Crazies" y detener las carreras del Festival. El juego también agrega cinco nuevas clases de vehículos junto con los vehículos originales: las Superbikes, Supercars, Superminis, Muscle Cars y Choppers.
Al igual que en MotorStorm: Arctic Edge, los jugadores pueden personalizar la apariencia de sus vehículos con una amplia gama de piezas, calcomanías de patrocinadores, vinilos, etc. Algunas de las piezas se deben desbloquear al progresar en ciertas tareas durante el juego en línea, como destrozar a otros jugadores, hacer derrapes y ganar tiempo en el aire en los saltos. Los jugadores también pueden equiparse con ventajas para las carreras en línea, por primera vez en la serie.
El modo principal del juego, Festival, contiene una historia sobre tres corredores que compiten en el Festival de dos días, a saber, "El Novato", Mash, "El Profesional", Tyler, y "El Veterano", Big Dog. Cada uno de los personajes representa un nivel de dificultad, desde las carreras de Mash, que son las más fáciles, hasta las de Big Dog, que son las más difíciles.

### MotorStorm: RC(2012)
El quinto juego se lanzó para PlayStation Vita y PlayStation 3 el 22 de febrero de 2012 en Europa, 6 de marzo de 2012 en América del Norte y 29 de marzo de 2012 en Japón.
El juego incluye un total de 16 pistas exclusivas de las áreas del juego anterior, así como 10 pistas adicionales para descargar. Hay 8 clases de vehículos que adoptan la forma de vehículos controlados a distancia. El juego también incluye modo multijugador en línea de Ghost Time y modo para un jugador en ambas versiones.